# Viviers (Yonne)
Pour les articles homonymes, voir Viviers.
Viviers est une commune française située sur le territoire de la communauté de communes Le Tonnerrois en Bourgogne dans le département de l'Yonne en région Bourgogne-Franche-Comté.

## Géographie

### Localisation

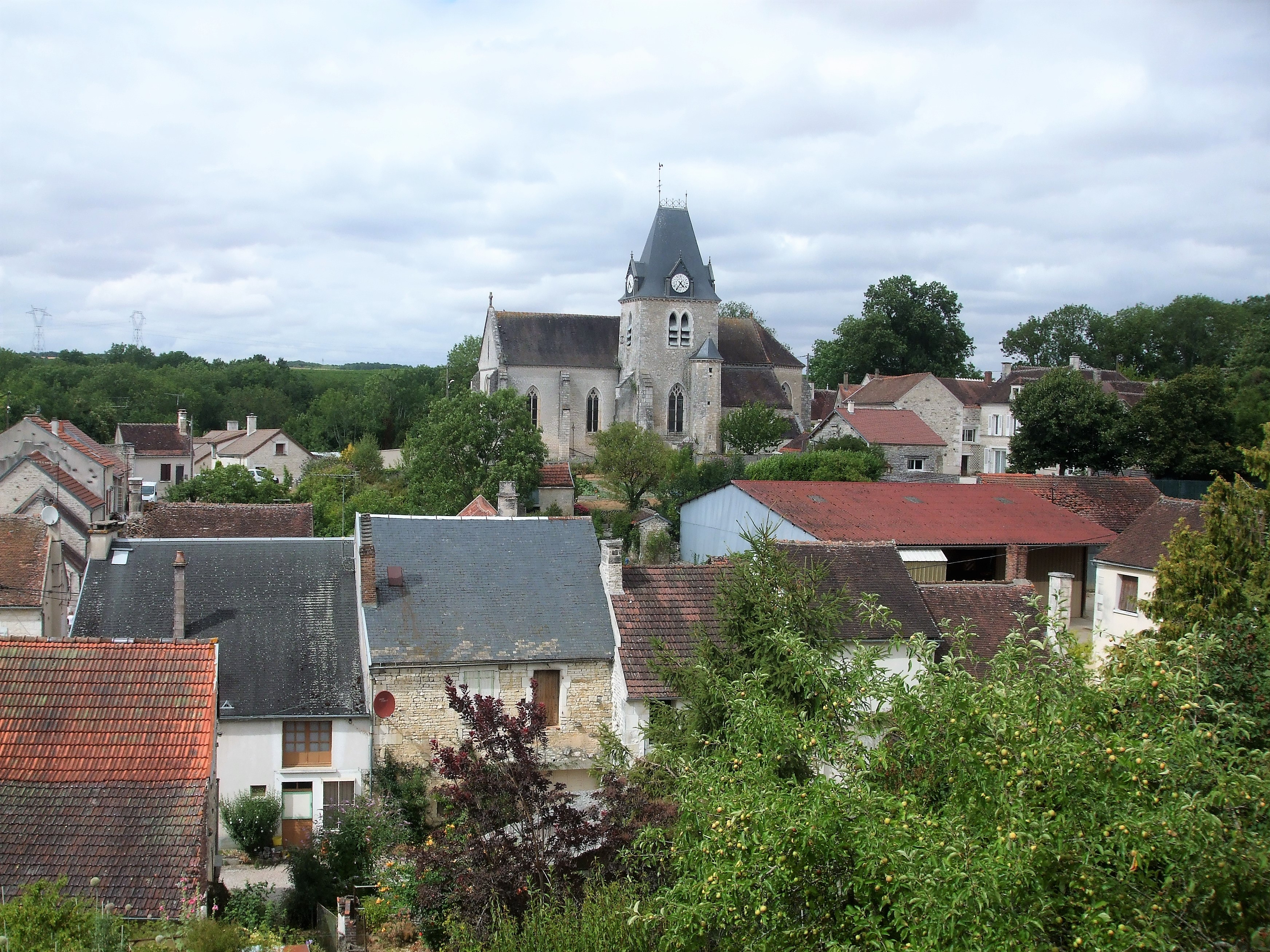
Vue générale.

Viviers est une commune viticole du vignoble de l'Yonne

### Communes limitrophes
Les communes limitrophes sont  Béru, Poilly-sur-Serein, Serrigny, Tonnerre et Yrouerre.

### Climat
Pour des articles plus généraux, voir Climat de la Bourgogne-Franche-Comté et Climat de l'Yonne.
En 2010, le climat de la commune est de type climat océanique dégradé des plaines du Centre et du Nord, selon une étude du Centre national de la recherche scientifique s'appuyant sur une série de données couvrant la période 1971-2000. En 2020, Météo-France publie une typologie des climats de la France métropolitaine dans laquelle la commune est exposée à un climat océanique altéré et est dans la région climatique Lorraine, plateau de Langres, Morvan, caractérisée par un hiver rude (1,5 °C), des vents modérés et des brouillards fréquents en automne et hiver.
Pour la période 1971-2000, la température annuelle moyenne est de 10,8 °C, avec une amplitude thermique annuelle de 16,1 °C. Le cumul annuel moyen de précipitations est de 867 mm, avec 12,3 jours de précipitations en janvier et 8,4 jours en juillet. Pour la période 1991-2020, la température moyenne annuelle observée sur la station météorologique de Météo-France la plus proche, « Tonnerre Joudre », sur la commune de Tonnerre à 7 km à vol d'oiseau, est de 11,6 °C et le cumul annuel moyen de précipitations est de 742,9 mm. 
La température maximale relevée sur cette station est de 41,2 °C, atteinte le 25 juillet 2019 ; la température minimale est de −16,6 °C, atteinte le 20 décembre 2009,,.
Les paramètres climatiques de la commune ont été estimés pour le milieu du siècle (2041-2070) selon différents scénarios d'émission de gaz à effet de serre à partir des nouvelles projections climatiques de référence DRIAS-2020. Ils sont consultables sur un site dédié publié par Météo-France en novembre 2022.

## Urbanisme

### Typologie
Au 1er janvier 2024, Viviers est catégorisée commune rurale à habitat très dispersé, selon la nouvelle grille communale de densité à sept niveaux définie par l'Insee en 2022.
Elle est située hors unité urbaine. Par ailleurs la commune fait partie de l'aire d'attraction de Tonnerre, dont elle est une commune de la couronne,. Cette aire, qui regroupe 38 communes, est catégorisée dans les aires de moins de 50 000 habitants,.

### Occupation des sols

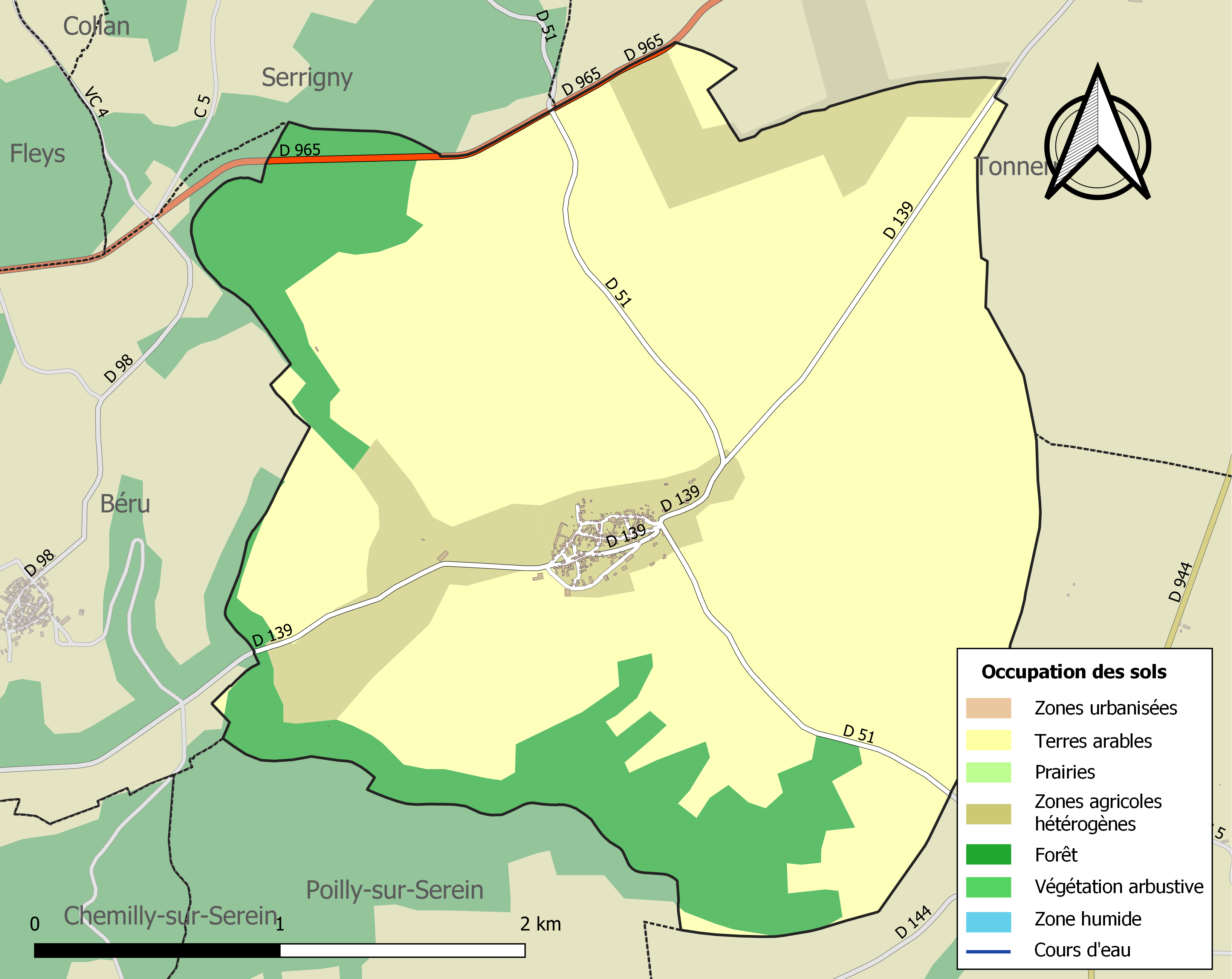
Carte des infrastructures et de l'occupation des sols de la commune en 2018 (CLC).

L'occupation des sols de la commune, telle qu'elle ressort de la base de données européenne d’occupation biophysique des sols Corine Land Cover (CLC), est marquée par l'importance des territoires agricoles (84 % en 2018), une proportion identique à celle de 1990 (84 %). La répartition détaillée en 2018 est la suivante : 
terres arables (48,6 %), cultures permanentes (23,5 %), forêts (16 %), zones agricoles hétérogènes (12 %). L'évolution de l’occupation des sols de la commune et de ses infrastructures peut être observée sur les différentes représentations cartographiques du territoire : la carte de Cassini (XVIIIe siècle), la carte d'état-major (1820-1866) et les cartes ou photos aériennes de l'IGN pour la période actuelle (1950 à aujourd'hui).

### Habitat et logement
En 2020, le nombre total de logements dans la commune était de 89, alors qu'il était de 87 en 2015 et de 94 en 2010.
Parmi ces logements, 56 % étaient des résidences principales, 35 % des résidences secondaires et 9 % des logements vacants. Ces logements étaient pour 96,6 % d'entre eux des maisons individuelles et pour 3,4 % des appartements.
Le tableau ci-dessous présente la typologie des logements à Viviers en 2020 en comparaison avec celle de l'Yonne et de la France entière. Une caractéristique marquante du parc de logements est ainsi une proportion de résidences secondaires et logements occasionnels (35 %), très  supérieure à celle du département (10,6 %) et à celle de la France entière (9,7 %). Concernant le statut d'occupation de ces logements, 82,4 % des habitants de la commune sont propriétaires de leur logement (84,9 % en 2015), contre 67,4 % pour l'Yonne et 57,5 pour la France entière.
| Typologie                                               | Viviers | Yonne | France entière |
| ------------------------------------------------------- | ------- | ----- | -------------- |
| Résidences principales (en %)                           | 56      | 77,4  | 82,1           |
| Résidences secondaires et logements occasionnels (en %) | 35      | 10,6  | 9,7            |
| Logements vacants (en %)                                | 9       | 12    | 8,2            |

## Toponymie
Du latin vivarium (« vivier »).

## Politique et administration

### Rattachements administratifs et électoraux

#### Rattachements administratifs
La commune se trouve depuis 1926 dans l'arrondissement d'Avallon du département de l'Yonne.
Elle faisait partie depuis 1801 du canton de Tonnerre. Dans le cadre du redécoupage cantonal de 2014 en France, cette circonscription administrative territoriale a disparu, et le canton n'est plus qu'une circonscription électorale.

#### Rattachements électoraux
Pour les élections départementales, la commune fait partie depuis 2014 du canton du Tonnerrois
Pour l'élection des députés, elle fait partie de la deuxième circonscription de l'Yonne.

### Intercommunalité
Viviers  était membre de la communauté de communes du Tonnerrois, un établissement public de coopération intercommunale (EPCI) à fiscalité propre créé fin 2000 et auquel la commune avait transféré un certain nombre de ses compétences, dans les conditions déterminées par le code général des collectivités territoriales.
Dans le cadre des dispositions de la loi portant nouvelle organisation territoriale de la République du 7 août 2015, qui prévoit que les établissements publics de coopération intercommunale (EPCI) à fiscalité propre doivent avoir un minimum de 15 000 habitants, cette intercommunalité a fusionné avec ses voisines pour former, le 1er janvier 2017, la communauté de communes Le Tonnerrois en Bourgogne, dont est désormais membre la commune.

### Liste des maires
| Période                                  | Période                        | Identité        | Étiquette | Qualité          |
| ---------------------------------------- | ------------------------------ | --------------- | --------- | ---------------- |
| Les données manquantes sont à compléter. |                                |                 |           |                  |
|                                          |                                |                 |           |                  |
| 2008                                     | avril 2014                     | Hervé Venon     |           |                  |
| avril 2014                               | juillet 2023                   | Virgile Portier |           | Mort en fonction |
| octobre 2023                             | En cours (au 30 novembre 2023) | Christian Picq  |           | agriculteur      |

## Démographie
L'évolution du nombre d'habitants est connue à travers les recensements de la population effectués dans la commune depuis 1793. Pour les communes de moins de 10 000 habitants, une enquête de recensement portant sur toute la population est réalisée tous les cinq ans, les populations de référence des années intermédiaires étant quant à elles estimées par interpolation ou extrapolation. Pour la commune, le premier recensement exhaustif entrant dans le cadre du nouveau dispositif a été réalisé en 2004.

En 2022, la commune comptait 104 habitants, en évolution de −22,39 % par rapport à 2016 (Yonne : −1,95 %, France hors Mayotte : +2,11 %).
| 1793 | 1800 | 1806 | 1821 | 1831 | 1836 | 1841 | 1846 | 1851 |
| ---- | ---- | ---- | ---- | ---- | ---- | ---- | ---- | ---- |
| 467  | 515  | 322  | 479  | 459  | 433  | 444  | 440  | 436  |

| 1856 | 1861 | 1866 | 1872 | 1876 | 1881 | 1886 | 1891 | 1896 |
| ---- | ---- | ---- | ---- | ---- | ---- | ---- | ---- | ---- |
| 415  | 420  | 413  | 395  | 376  | 341  | 331  | 302  | 291  |

| 1901 | 1906 | 1911 | 1921 | 1926 | 1931 | 1936 | 1946 | 1954 |
| ---- | ---- | ---- | ---- | ---- | ---- | ---- | ---- | ---- |
| 279  | 289  | 307  | 240  | 224  | 209  | 199  | 168  | 148  |

| 1962 | 1968 | 1975 | 1982 | 1990 | 1999 | 2004 | 2006 | 2009 |
| ---- | ---- | ---- | ---- | ---- | ---- | ---- | ---- | ---- |
| 134  | 128  | 130  | 153  | 130  | 108  | 121  | 124  | 143  |

| 2014 | 2019 | 2022 | - | - | - | - | - | - |
| ---- | ---- | ---- | - | - | - | - | - | - |
| 134  | 111  | 104  | - | - | - | - | - | - |

## Culture locale et patrimoine

### Lieux et monuments

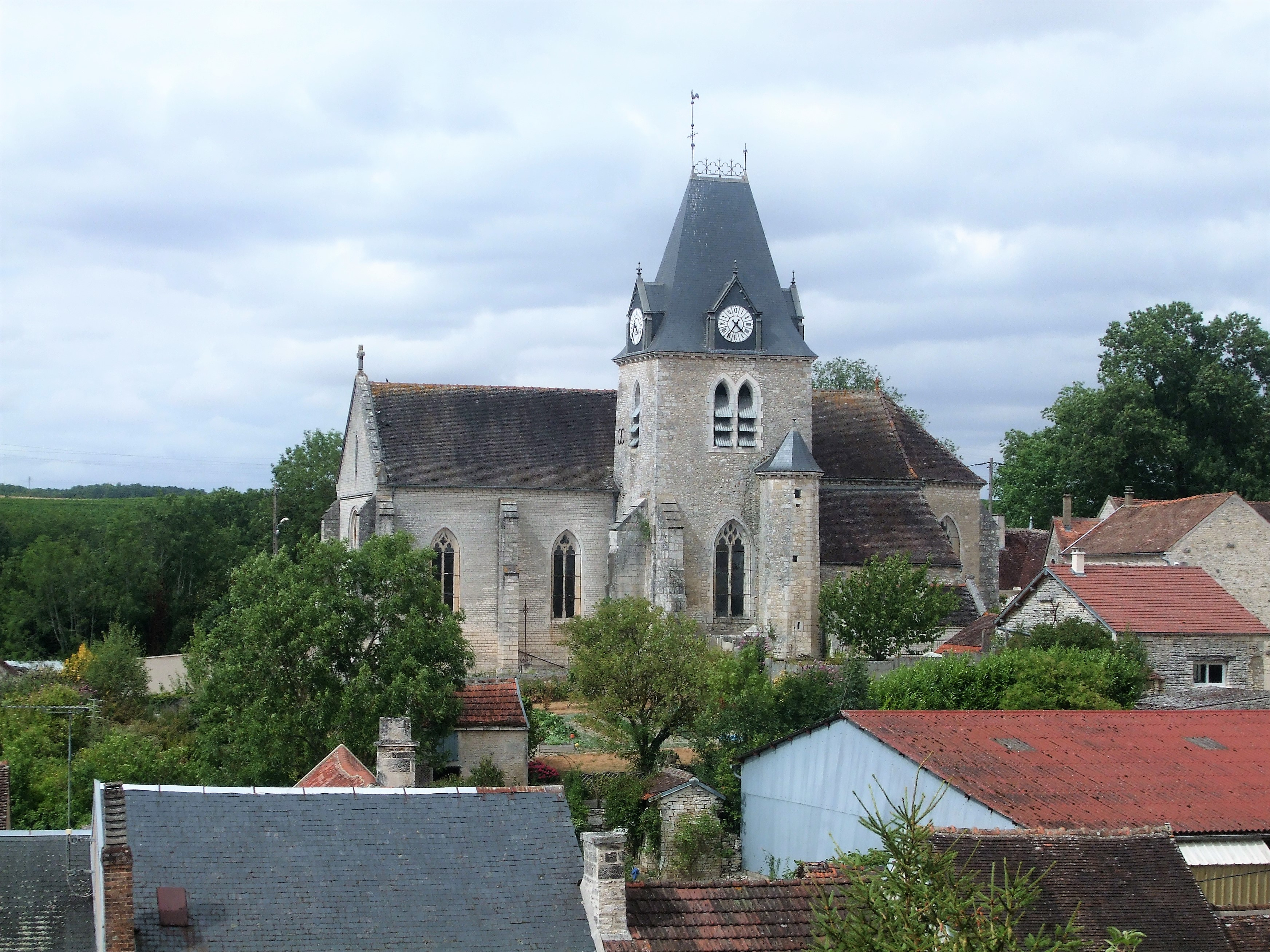
L'église Saint-Phal.

- Église Saint-Phal de Viviers.
- Château de Viviers (XVIIe siècle), inscrit en 1984[21],[22].

## Pour approfondir